# Schnell Endre
nemzetes és vitézlő Schnell Endre János (németül: Andreas Johann von Schnell, szlovákul: Andrej Ján Schnell) Modor, 1813. május 22. – Modor, 1881. augusztus 3., modori városi árvagyám, tanácsnok, főjegyző, országgyűlési képviselő és kereskedő.

## Élete

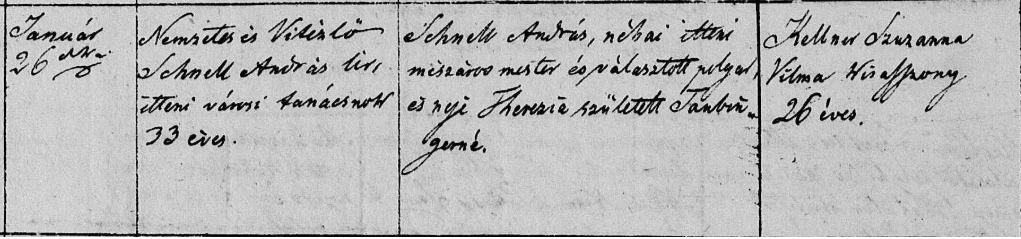
Schnell Endre házassági bejegyzése

Schnell Endre 1813-ban született Modoron. Apja Schnell András modori német szász mészárosmester, városi ellenőr és városi választott polgár. Anyja Taubinger Terézia Mária, osztrák származású háziasszony, a récsei polgári és katonai Taubinger család sarja, Taubinger János leszármazotta, aki 1529-ben védte Budát. Felesége Kellner Vilma, Kellner Sámuel modori gyógyszerész és Jurenák Eleonóra, a francia Jurenák család sarja, Jurenák János politikus lánya. Fia Schnell Gyula Gusztáv modori kersekedő. Unokái Schnell Gyula (1886-1958) iskolaigazgató, világháborús veterán, Sélley Ede (1888-1942) magyar királyi százados és Schnell Rikárd (1884-1930) osztrák igazságügyi minisztériumi titkár .

Schnell Endrének 1847-ben V. Ferdinánd magyar király nemességet adományozott, árvagyámi tevékenységeiért. A háttérben az az osztrák szándék lapult, hogy támogassa a felvidéki településeken a német uralmat. A Schnell címert a Habsburg belügyminisztérium 1850-ben így írja le:

„In der Mitte des Wappens, auf dem Abbild des Schildes
 ein Edlermann mit Schwert stehend auf der linke Seite. 
 Auf der Rechte Seite daneben ein Löwe stehend.
Das Wappen ist oben mit einer Krone aus Gold geschmückt
mit fünf Zacken, oben drauf mit Diamanten und Federn.
Der Edelmann in Rot der Löwe in Grün sei.”

A címer közepén a pajzson, a baloldalon egy nemes vitéz áll karddal, a jobb oldalon egy oroszlán áll. A címer felett egy arany korona öt csúccsal, felette gyémánttal és tollakkal. A nemes vitéz vörös, az oroszlán zöld háttéren látható.

### Leszármazottai

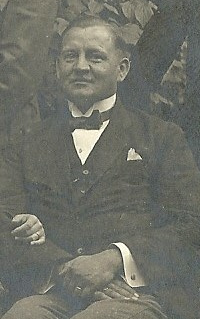
Schnell Gyula (1886-1958) iskolaigazgató a Salgótarjáni BTC sportigazgatója
Schnell Eduárd (1888-1942) csász. és kir. hadnagy Schnell Ede
Schnell Éva (1927-1994) A Magyar Népköztársaság pekingi nagyköveti titkára
ifj. Schnell Gyula
(1948-)
Ellátási tiszt, Magyar Néphadsereg

### Tanulmányai és hivatása
Tanulmányait a modori német alapiskolában kezdte, a pozsonyi evangélikus líceumban folytatta és 1834-től az Eperjesi Evangélikus Kollégiumba járt 1836-ig.
1834-ben belépett az Óvári Gazdászok Szövetségébe.
Schnell Endrét 1844-ben választották modori árvagyámmá. 1847-ben meghívták a pozsonyi országgyűlésre, ahol ellenezte a Kossuth-féle reform megmozdulást és támogadta a császársági eszméket. 
Az 1848–49-es forradalom és szabadságharc alatt, kapcsolatot ápolt Jurenák Anton pozsonyi nagykereskedővel, aki Triesztben ragadt. Segítette és támogatta a Jurenák család pozsonyi üzeleteit. A forradalom alatt és után is folytatta hivatását.

### 1868-as becsületsértési ügy
A nagyszombati sajtóbíróság előtt 1868. február 20-án tárgyaltatott dr. Stein Lipót és neje modori lakosoknak, Schnell Endre Modor városa tanácsosa ellen indított becsületsértési ügye, egy a Preßburger Zeutung-ban megjelent és dr. Stein Lipótot, főleg mint izraelitát és orvost sértő cikke iránt. A vádlót dr. Heller izraelita pozsonyi ügyvéd képviselte, a vádlotatt Orkényi Ede és rokona Jurenák Károly pozsonyi ügyvédek védték. Az esküdtek 5-2-ben elítélték Schnellt.

## Halála
„Wilhelmine Schnell, geb. Kellner, gibt in ihrem, sowie im Namen ihres Sohnes Julius, tiefbetrübt die Nachricht
 von dem Ableben ihres innigstgeliebten Gatten, beziehungsweise Vaters,
 des Herrn
Andreas Schnell,
emer. Magistrath der kön. Freistadt Modern,
welcher nach kurzem Leiden am 3. August l. F. Vormittags 11 Uhr, im 69. Lebensjahre sanft und selig in dem Herrn entschlafen ist.”

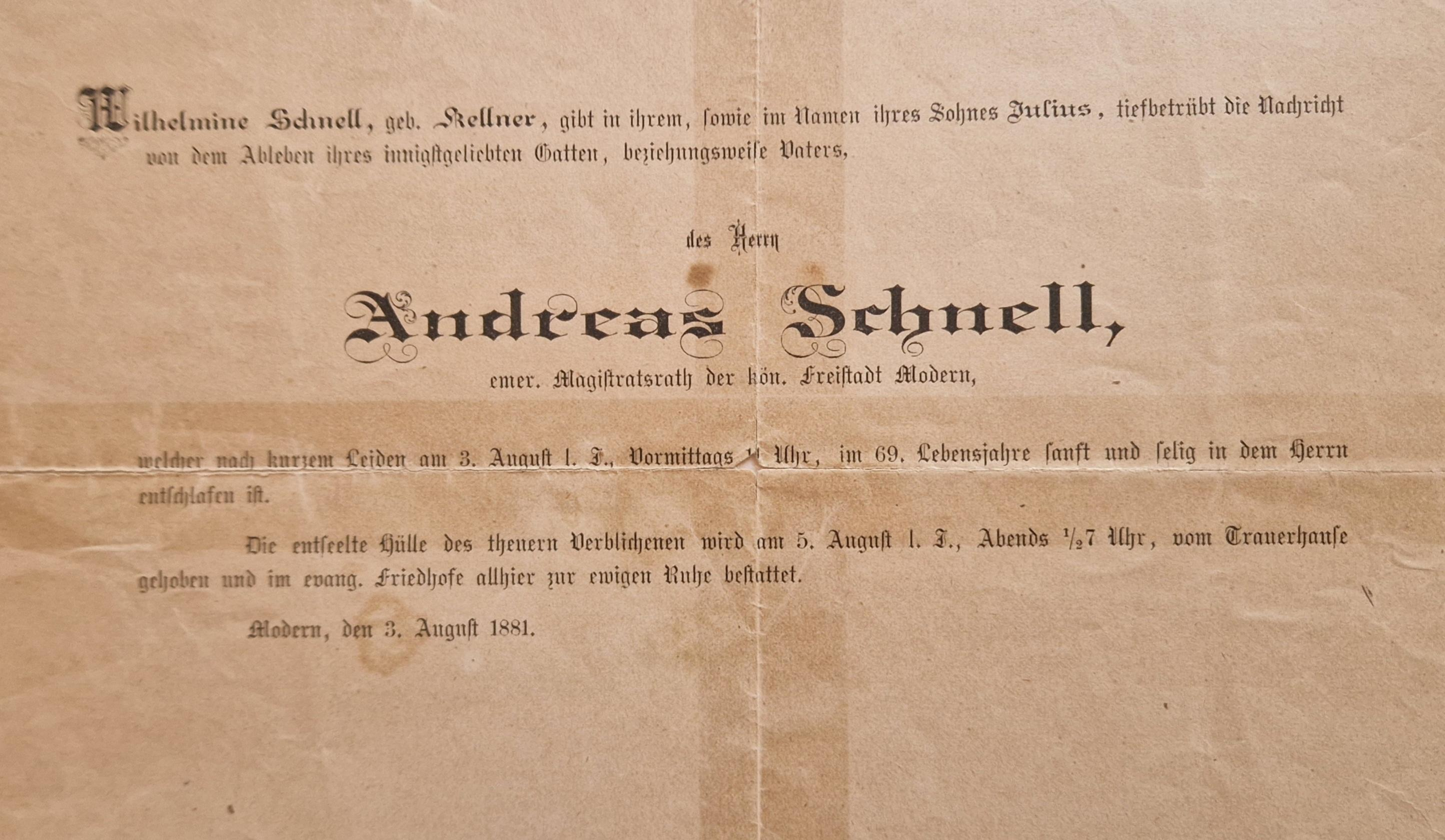
Schnell Endre gyászjelentése

Halála 1881-ben következet be. Utolsó útjára, családja, a vármegye előkelősége és Erzsébet Franciska főhercegnő kísérték el. Sírját a modori temetőben 1947-ben a csehszlovák hatóság szlovák leszármazottak hiányában lebontotta.